# Der Herzogin Garten

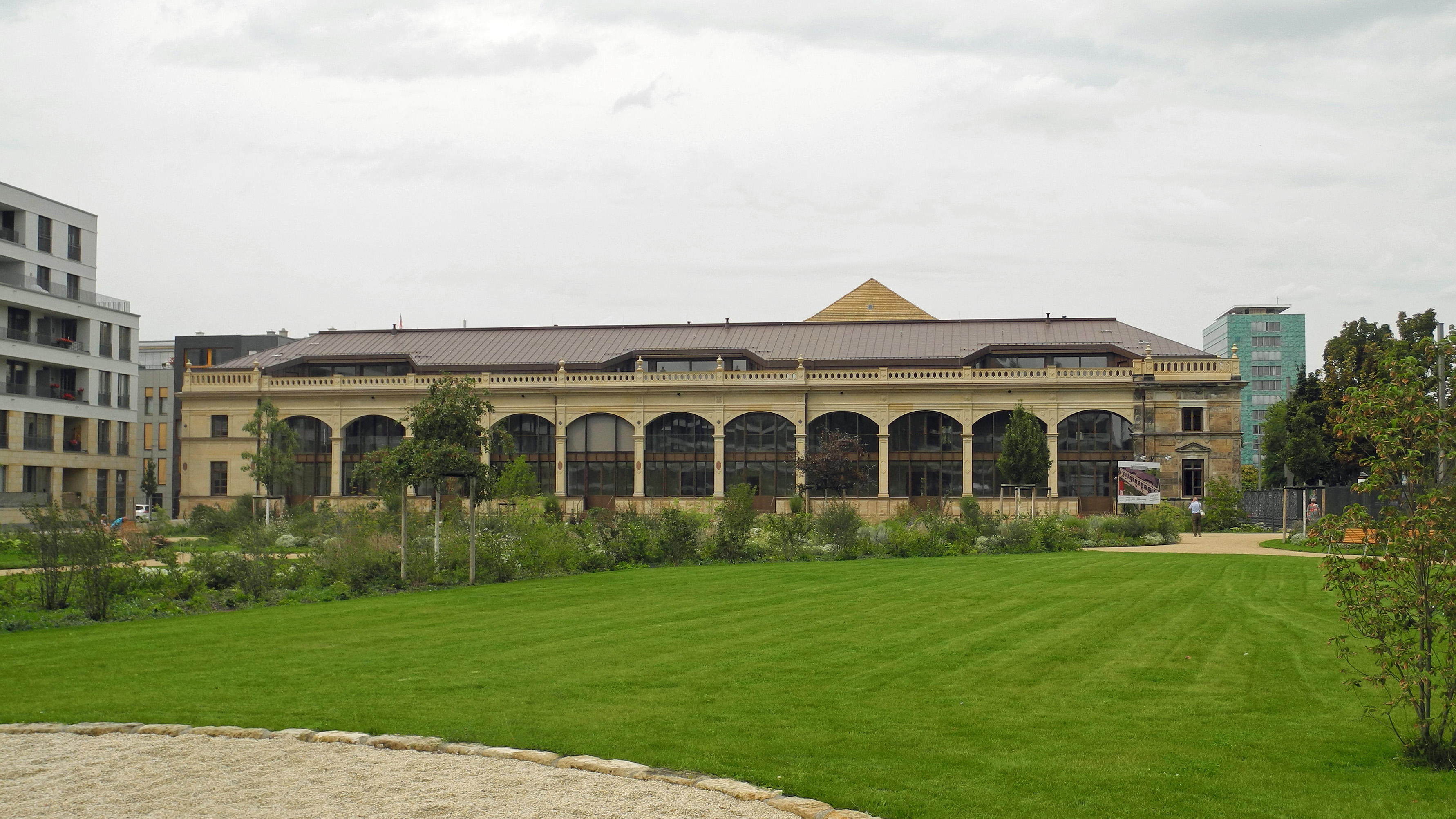
Der Herzogin Garten nach der Eröffnung im August 2019

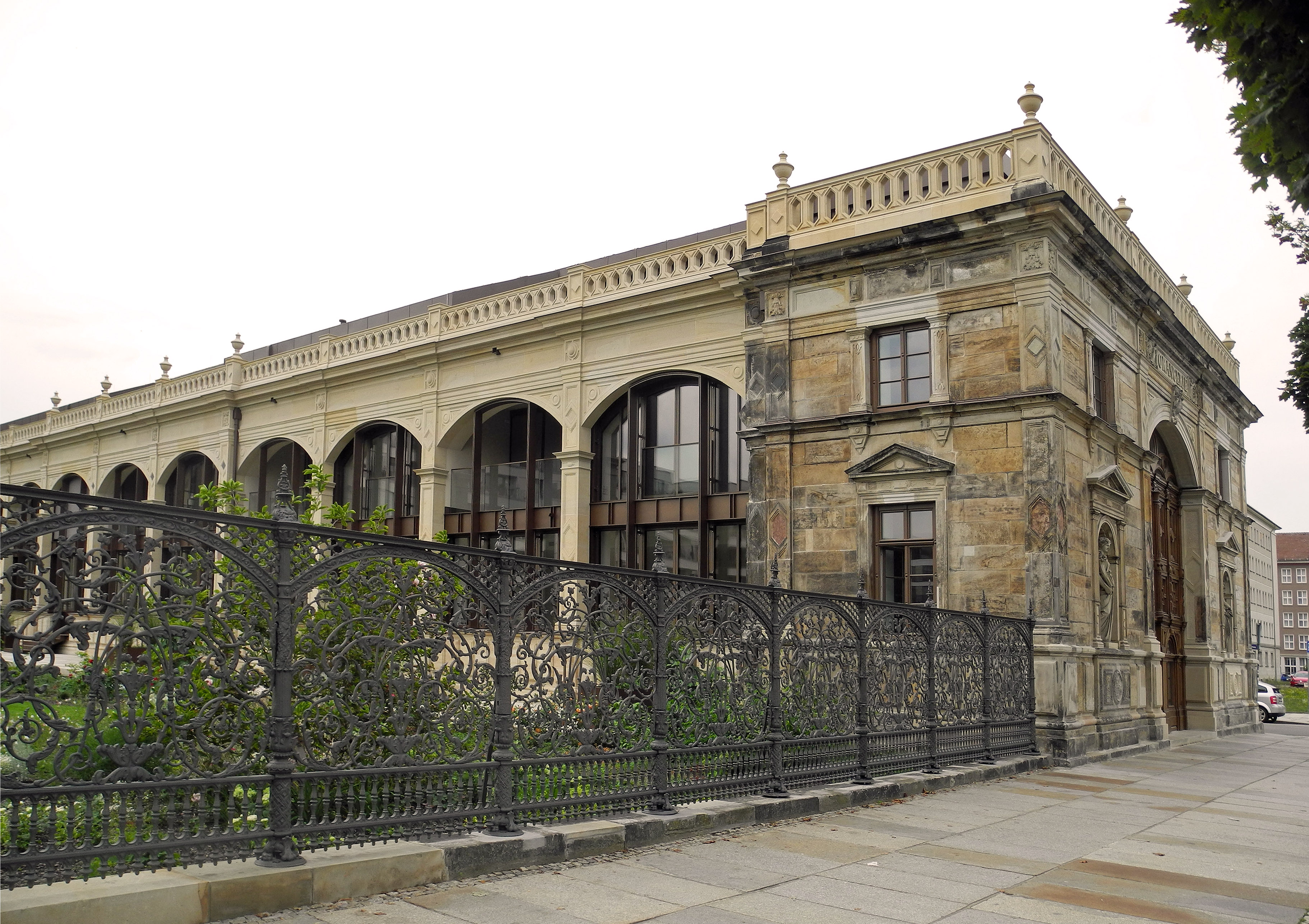
Einfriedung, August 2019

Der Herzogin Garten ist eine historische Gartenanlage in Dresden, die seit Kriegsende bis zur Neubebauung in den 2010er Jahren brach lag. Sie steht als Sachgesamtheit unter Denkmalschutz.
Seit der deutschen Wiedervereinigung gab es mehrfach Planungen für eine Bebauung des Grundstücks. Nachdem keiner der Pläne umgesetzt wurde, baute die Baywobau, die bereits zwei Neumarktquartiere wiedererrichtete, mit der tschechischen CTR-Gruppe Mietwohnungen auf dem südlichen Teil des Grundstücks an der Hertha-Lindner-Straße unter dem Namen „Residenz am Zwinger“. Im Juni 2013 wurde veröffentlicht, dass eine Erbengemeinschaft der Wettiner ihren Grundstücksanteil an den Unternehmer Reinhard Saal verkauft hat, der zuvor schon die insolvente Schiffswerft Laubegast erwarb. Anstelle eines nicht verwirklichten Vier-Sterne-Hotels, dessen Eröffnung für das Jahr 2009 geplant war, entstanden dort ebenfalls Mietwohnungen, zudem kam es zum Wiederaufbau der Orangerie nach historischem Vorbild.

## Name

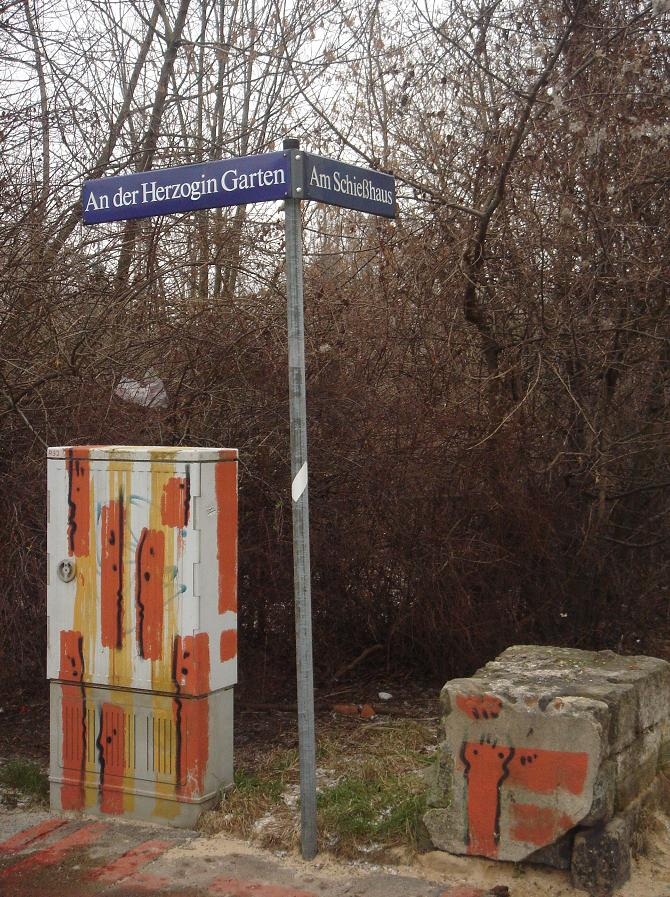
Straßenschild An der Herzogin Garten (2008) mit dem damals für das Gelände typischen undurchdringlichen Dickicht

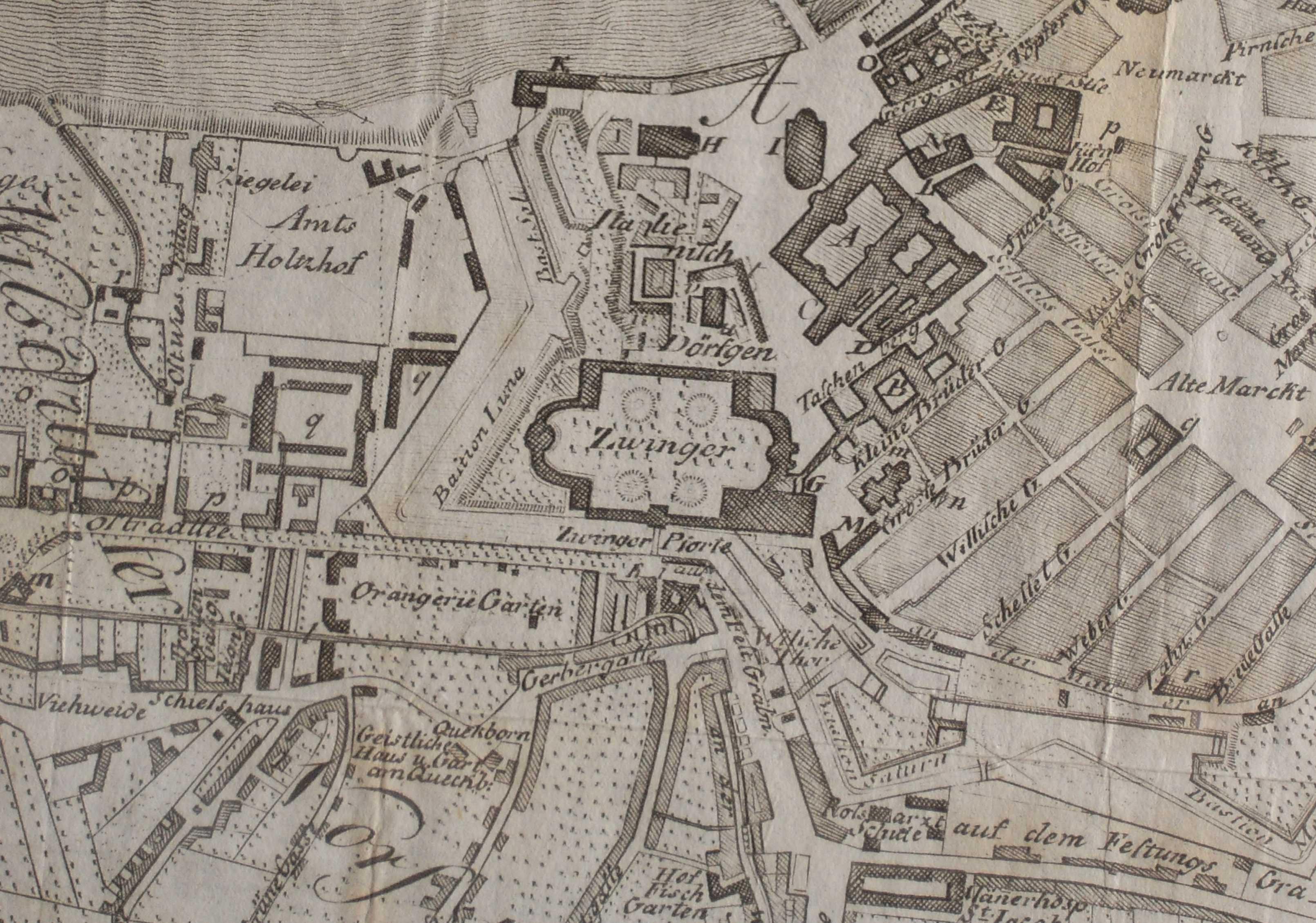
Auf dieser Karte der Innenstadt von 1809 wird das Areal als „Orangerie Garten“ bezeichnet.

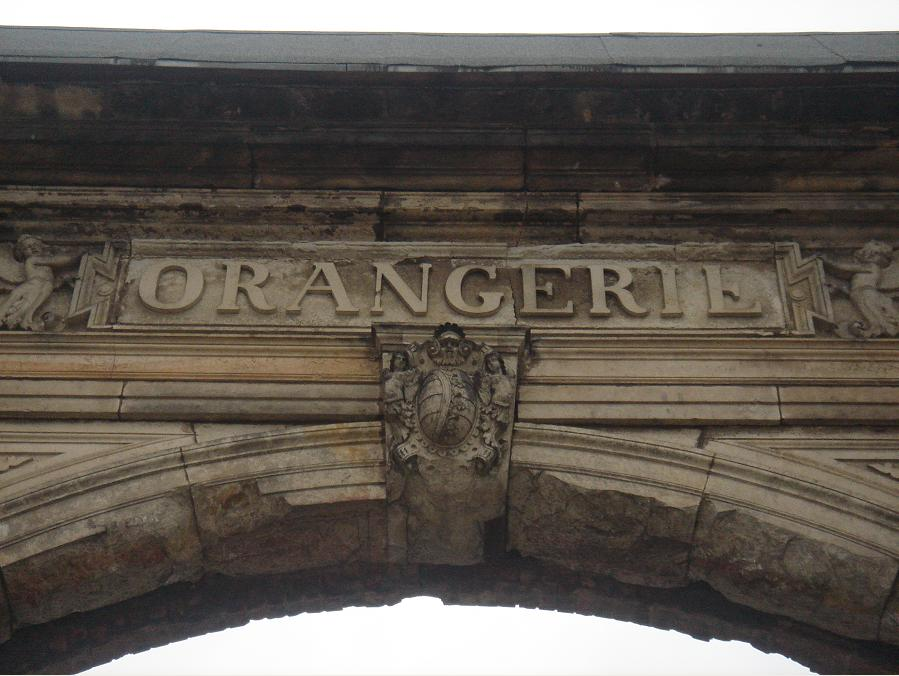
In erkennbaren Zustand nach der Zerstörung war der Schriftzug Orangerie und das sächsische Staatswappen erhalten.

Der Herzogin Garten ist ein sogenannter sächsischer Genitiv und bedeutet „Garten der Herzogin“, wobei sich „der“ auf „Herzogin“ und nicht auf „Garten“ bezieht (vgl. Des Knaben Wunderhorn, des Rätsels Lösung, des Müllers Lust). „Der Herzogin“ ist ein substantivisches Attribut, das dem Substantiv „Garten“ vorangestellt ist. Diese etwas antiquierte Konstruktion wird heute teilweise nicht mehr verstanden und zum „Herzogingarten“ umgedeutet. Dabei wird der den Genitiv anzeigende weibliche bestimmte Artikel „der“ weggelassen und so der Name des Gartens verfälscht. Der korrekte Name geht unter anderem aus der Schreibung des Straßenschildes „An der Herzogin Garten“ hervor.

## Lage
Der Herzogin Garten befindet sich in der Wilsdruffer Vorstadt im Stadtzentrum Dresdens, direkt am Westrand der Inneren Altstadt. Umschlossen wird er durch die Straßen Ostra-Allee im Nordosten, Hertha-Lindner-Straße im Südosten, Am Queckbrunnen und Am Schießhaus im Südwesten und An der Herzogin Garten im Nordwesten. Die Ostra-Allee war hierbei in historischer Zeit die einzige Verbindung zwischen dem Wilsdruffer Tor und Ostra. Der Herzogin Garten liegt nur etwa 500 m nordwestlich des Altmarkts, der historischen Stadtmitte. In seiner Umgebung stehen der direkt östlich benachbarte Zwinger, das Stadthaus, das Schießhaus und der Königliche Marstall. In der Vergangenheit lag der Herzogin Garten knapp außerhalb des Wallrings der Stadtfestungsanlagen.

## Geschichte
Im Jahr 1535 erwarb der spätere Kurfürst Moritz von Sachsen vom herzoglichen Rat Georg von Komerstadt den sogenannten Baumgarten zu Klein-Ostra. In der unmittelbaren Nähe des später als der Herzogin Garten bekannten Geländes lag das Vorwerk Klein-Ostra, das Moritz 1550 zur Versorgung des Schlosses erwarb. Nach seinem Tod ließ sein Bruder, Kurfürst August, das Vorwerk im Bereich des Dorfes Ostra (im heutigen Ostragehege) vergrößern und erweitern, weil es andernfalls nicht für die von ihm geplante große kurfürstliche Gutswirtschaft zur Versorgung Dresdens ausreichte. Das ältere und kleinere Vorwerk riss man um 1573, auch durch Hochwasserschäden bedingt, wieder ab. Um 1591 ließ Kurfürst Christian I. in direkter Nachbarschaft des alten Vorwerks einen Lustgarten für seine Frau Sophie anlegen. Von dieser Herzogin von Sachsen leitet sich der Name des Gartens ab. Er blieb in der Folgezeit im Besitz der Wettiner.
Paul Buchner errichtete 1590/91 in diesem Garten ein steinernes Pomeranzenhaus mit Satteldach, 24 großen Rundbogenfenstern und 4 hohen Türen. Im selben Jahr erbittet der Kurfürst von Landgraf Wilhelm IV. von Hessen-Kassel allerley Sahmen, schöne artige Blumen und andere schöne seltsame gewechse zur Anpflanzung in seinem neuen Dresdner Garten. Vom Landgrafenhof erhält er Granaht Beume, Zittronen Beume, Pomeranzen Beume, Leymonien Beume, Mirttys Beume, Ambroduleis. In einem Begleitbrief erklärt der Absender besonders eine Pflanzenart näher: Wir überschicken auch E.L. under anderm einn gewechse, so wir Vor wenig Jahren auss Italia becommen, und Taratouphli genandt wirdt. Dasselbige wechst in der erdenn Undt hat schöne blumen gutts geruchs. Und Undenn ahn der wurzelnn hatt es viele tubera henkenn, dieselbige wenn sie gekocht werden, seindt sie gar anmutig zu essenn, Mann muss sie aber erstlich in wasser uffsieden lassenn, so gehenn die obersten schalenn ab, darnach thutt mann die bruhe darvonn, und seudt sie in butter vollends gahr. Es handelt sich hierbei um die nachweislich erste Anpflanzung der Kartoffelpflanze in Dresden.
Um 1700 begann die am Nordwestende des Gartens errichtete Dresdner Glashütte, die unter der Oberaufsicht von Tschirnhaus stehende Ostrahütte, mit der Produktion. Sie nutzte die Wasserkraft aus dem Weißeritzmühlgraben, der damals auch der Herzogin Garten passierte. Unter Kurfürst August dem Starken verlegte man wenige Jahrzehnte später die Orangerie aus dem Zwinger in der Herzogin Garten. Diese kurfürstliche Sammlung seltener südländischer Gewächse wurde im Laufe der Jahre beträchtlich vergrößert. Johann Heinrich Seidel, seit 1771 Adjunkt an der Herzogin Garten, seit 1778 Kurfürstlich-Sächsischer und später königlicher Hofgärtner, beherbergte 1806 hier etwa 4300 Pflanzenarten- und Sorten. Dabei handelte es sich um eine der damals größten Sammlungen dieser Art überhaupt. Unter anderem diese Tatsache verhalf dem Dresdner Gartenbau in dieser Zeit zu Weltruhm. Bis ins 19. Jahrhundert befanden sich in der Herzogin Garten Gewächshäuser, die der Anzucht und Pflege höfischer Zierpflanzen dienten.

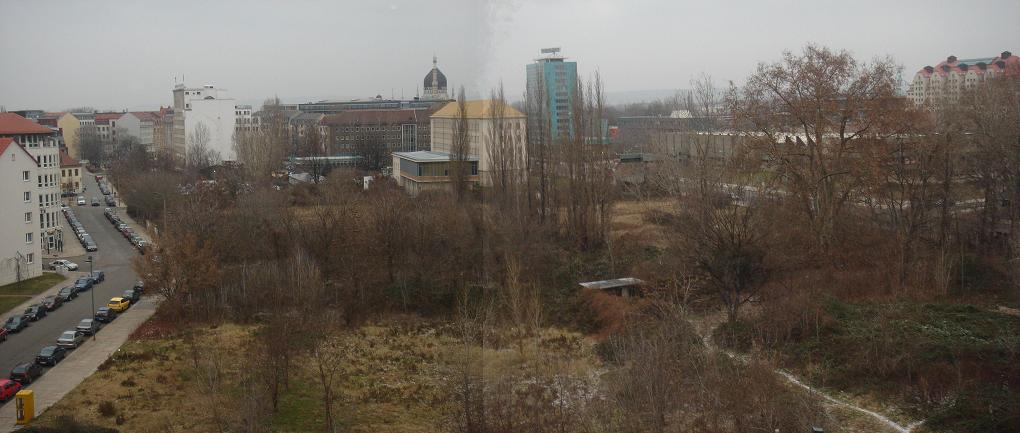
Blick aus dem Dresdner Stadthaus in der Wilsdruffer Vorstadt über der Herzogin Garten im Januar 2008; im Hintergrund v. r. n. l.: Erlweinspeicher, Haus der Presse (grünes Hochhaus) und Yenidze, links der Schützenplatz mit Schießhaus und Volkshaus

Im Jahr 1841 errichtete man unter der Leitung des Architekten Otto von Wolframsdorf (1803–1849) ein neues Neorenaissance-Orangeriegebäude aus Sandstein. Wolframsdorf war parallel zu Gottfried Semper königlicher Hofbaumeister und fertigte einige interessante Gegenentwürfe zu dessen Arbeiten an. Im Fall von der Herzogin Garten setzte er sich gegen Semper durch, der im Rahmen seines Forumsplans von 1837 ebenfalls eine Orangerie am Zwinger erdacht hatte. Das im Stil der italienischen Frührenaissance ausgeführte Wolframsdorfsche Orangeriegebäude war 114 m lang, 15 m breit und 8 m hoch. Es hatte 22 hohe Stichbogenfenster auf seiner dem Garten zugewandten Südostseite und eine reich gegliederte Fassade, die mit Marmorinkrustationen akzentuiert war. Genutzt wurde das Gebäude auch zur Überwinterung der wärmeliebenden Zierbäume des Zwingers. Die Fläche des Gartens, der ursprünglich in stadtauswärtiger Richtung wesentlich weiter reichte, wurde währenddessen aus städtebaulichen Gründen immer weiter eingeschränkt.
In der Südostecke des Gartens befanden sich um 1900 zwei damals recht bekannte Dresdner Gebäude. Dem Postplatz näher lag das 1870 eröffnete Gewerbehaus des Dresdner Gewerbevereins, dessen für 2.000 Personen Platz bietender Saal die erste Spielstätte der Dresdner Philharmonie war, die damals noch Gewerbehauskapelle hieß. Nordwestlich benachbart war das Logenhaus für die beiden Freimaurerlogen Zu den drei Schwertern und Asträa zur grünenden Raute und Zum Goldenen Apfel. Noch weiter stadtauswärts, an der Ostra-Allee unmittelbar nach dem Orangeriegebäude, lag das stattliche Gründerzeithaus Hotel und Restaurant Herzogin Garten (früher: Hotel Baviere). Das Museum für Tierkunde und Völkerkunde, damals auf der gegenüberliegenden Straßenseite im Zwinger untergebracht, erhielt im Jahre 1920 zusätzliche Depot- und Sonderausstellungsräume im Orangeriegebäude in der Herzogin Garten. Als die gesamte Gartenanlage und mit ihr auch das Orangeriegebäude bei den anglo-amerikanischen Luftangriffen im Februar 1945 zerstört wurden, gingen dem Museum auch bedeutende Großobjekte verloren. Das Gelände verwahrloste im Anschluss an den Zweiten Weltkrieg, da ein Wiederaufbau nicht vorgesehen war. Die Wettiner wurden nach Kriegsende kurzerhand enteignet, erhielten den Besitz in den 1990er Jahren aber wieder zurück. Da während der DDR-Zeit Namen, die an die Monarchie erinnerten, nicht mit dem politischen System vereinbar waren, hießen das Gelände damals vorübergehend Ostragarten und die benachbarte Straße entsprechend Am Ostragarten.
Nach der Wende stand zunächst der Neubau einer Kunsthalle an der Herzogin Garten zur Debatte. Nach Plänen von Frank Stella sollten kugel- beziehungsweise napfkuchenförmige Bauwerke errichtet werden. In Anbetracht der Tatsache, dass dieses Vorhaben in direkter Nachbarschaft zum Zwinger vielen Bürgern und Politikern als zu futuristisch und respektlos erschien, ging es in einer jahrelangen Diskussion unter. Der Investor Rolf Hoffmann wandte sich in Richtung Berlin ab. Somit blieb das Gelände für mehr als ein weiteres Jahrzehnt unverändert. In der Zwischenzeit wurden im Rahmen studentischer Belegarbeiten auch Pläne für ein Architektur- beziehungsweise Museumszentrum erarbeitet.
Der den Garten über Jahrzehnte prägende wild wachsende Baumbestand wurde 2013 in Vorarbeiten zur Bebauung beseitigt. Auffällig war vor allem eine Reihe aus Pyramidenpappeln in der Mitte des Areals, die ebenfalls nicht erhalten wurde. Noch bis 2015 war Der Herzogin Garten eine nur teilweise umzäunte Brache. Umso verwunderlicher ist die jahrzehntelange Vernachlässigung des Geländes, wenn man bedenkt, dass sich direkt auf der anderen Straßenseite der Ostra-Allee mit dem Zwinger eines der weltberühmtesten Barockbauwerke befindet, zu dem der Herzogin Garten im krassen Gegensatz stand. An den prächtigen Vorkriegszustand des Gartens erinnerte lange nur noch ein Rest der Kopffassade des Orangeriegebäudes zur Ostra-Allee zu. Vom Gebäudeschmuck sind die Nischenfiguren Pomona und Flora von Ernst Hähnel erhalten geblieben. Im Lapidarium in der Zionskirchen-Ruine lagern außerdem Teile des alten Kunstguss-Zauns, der in Lauchhammer hergestellt worden war. An der Südwestseite des Areals bestehen noch alte Einfriedungsmauern, welche auch im Zuge der Bauaktivitäten erhalten blieben. Im Januar 2014 startete die Bürgerinitiative StadtbilDD eine Onlinepetition mit der „Forderung der Rekonstruktion der Orangerie Dresden nach historischem Vorbild“. Ziel war es, dass der Stadtrat und der Bauausschuss diese Rekonstruktion bei ihren Entscheidungen zur Form der Bebauung an der Herzogin Garten berücksichtigen.
Mit dem Erstarken der Bauaktivitäten in der gesamten Dresdner Innenstadt geriet auch der Herzogin Garten wieder in das Interesse der Investoren. Ein Teil der „Residenz am Zwinger“ am Ostende von der Herzogin Garten war im Oktober 2016 bezugsfertig. Am Südende des ehemaligen Gartens entstand ein langgezogener Kopfbau im gleichen Baustil. Im Oktober 2017 war der Rohbau der Orangerie fertiggestellt.

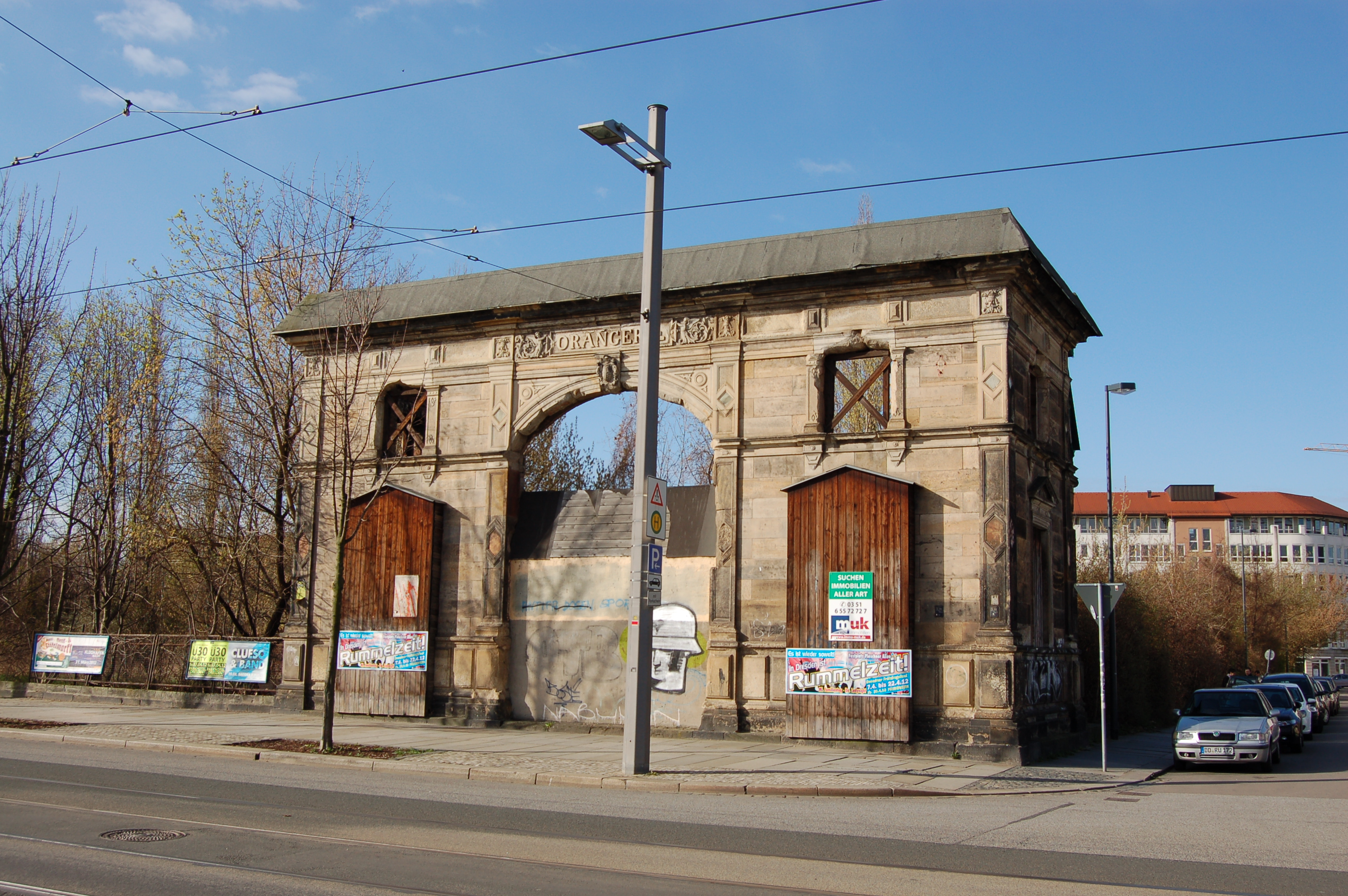
Blick über die Ostra-Allee auf das erhaltene Portal des ehemaligen Orangeriegebäudes

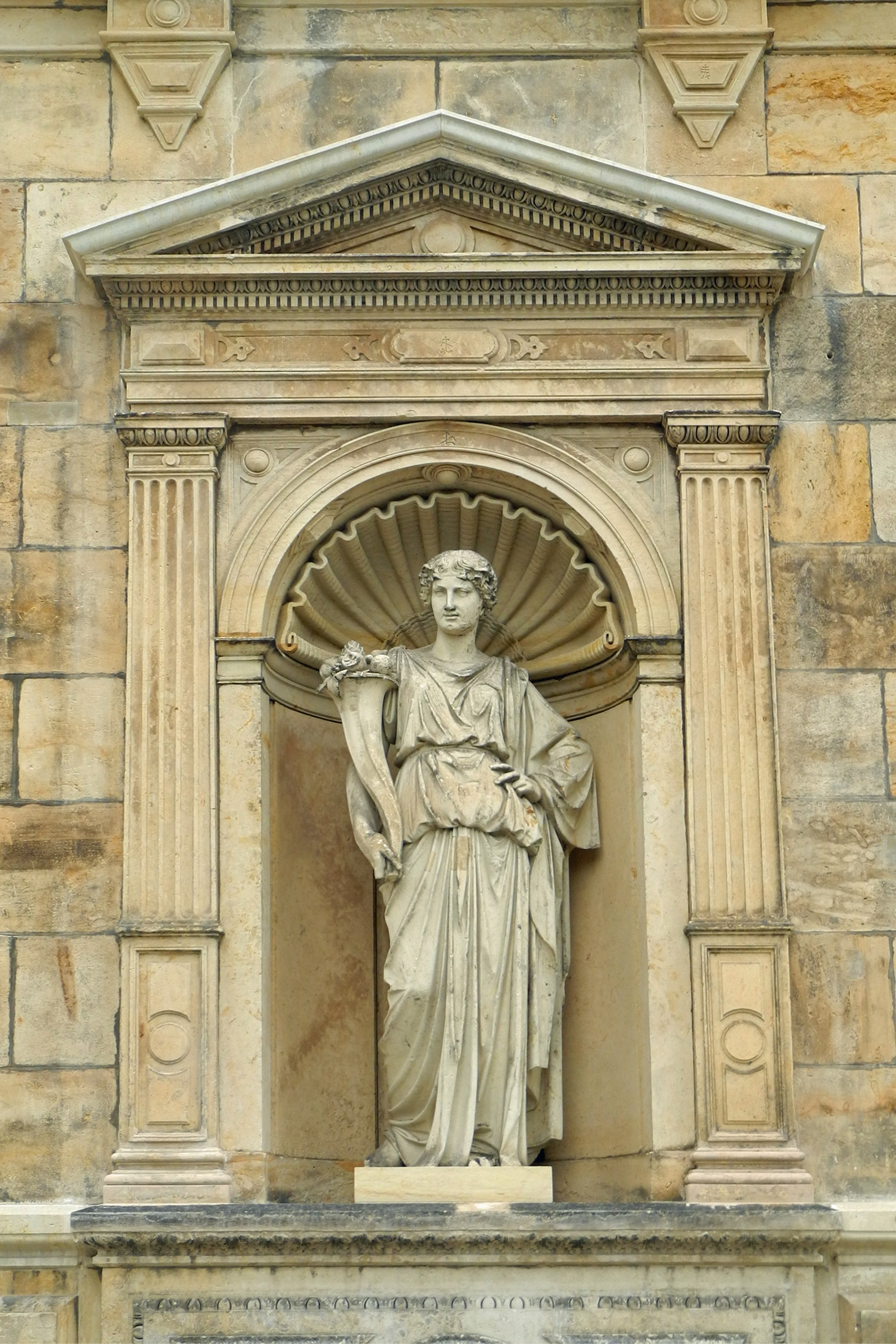
Skulptur an der Orangerie

Nachdem die Bauaktivitäten auf dem Areal abgeschlossen sind, ist aus der ehemaligen Brachfläche, welche über 70 Jahre bestand, ein neues Wohnquartier in der Dresdner Innenstadt entstanden. In Anlehnung an die lange Geschichte und als städtebaulicher Kompromiss wurde die alte Orangerie in Bezug an die originale Bauform wieder aufgebaut. Der Innenhof des Areals ist vom Zwinger aus einsehbar und beinhaltet eine öffentlich zugänglich parkähnliche Anlage. Ein kleiner Teil der schmiedeeisernen Umzäunung wurde in gründerzeitlicher Gestaltung in das Areal integriert.